# 4Е1
Электровоз 4Е1 — четырёхосный односекционный электровоз постоянного тока, созданный на базе электровозов ВЛ15 и Э13.
Проект электровоза выполнен Специальным конструкторским бюро Тбилисского электровозостроительного завода. Первый электровоз выпущен на Тбилисском электровозостроительном заводе в 2000 году.
Электровозы изготовлены с коллекторными тяговыми двигателями и предназначены для вождения пассажирских поездов и грузовых поездов малого веса на магистральных железных дорогах, электрифицированных на постоянном токе напряжением 3000 в. Мощность электровоза 3000 кВт, максимальная скорость — 120 км/час. Всего построено 2 локомотива.